# Бад-Кіссінген (район)
Бад-Кіссінген (нім. Bad Kissingen) — район у Німеччині, у складі округу Нижня Франконія федеральної землі Баварія. Адміністративний центр — місто Бад-Кіссінген.

## Населення
Населення району становить 103 169 осіб (станом на 31 грудня 2020).

## Адміністративний поділ
Район складається з 4 міст (нім. Städte), 11 торговельних громад (нім. Märkte) та 11 громад (нім. Gemeinden):
| Міста 1. Бад-Брюккенау (6470) 2. Бад-Кіссінген (22421) 3. Гаммельбург (10906) 4. Мюннерштадт (7523) Торговельні громади 1. Бад-Боклет (4611) 2. Буркардрот (7485) 3. Вільдфлеккен (2896) 4. Герода (816) 5. Ельферсгаузен (2792) 6. Зульцталь (862) 7. Масбах (4298) 8. Обертульба (5093) 9. Оєрдорф (1490) 10. Цайтлофс (2038) 11. Шондра (1711) | Громади 1. Аура-ан-дер-Заале (872) 2. Вартманнсрот (2104) 3. Ерленбах (5006) 4. Моттен (1672) 5. Нюдлінген (3908) 6. Оберляйхтерсбах (2084) 7. Рамсталь (1085) 8. Раннунген (1134) 9. Ріденберг (984) 10. Тундорф-ін-Унтерфранкен (1027) 11. Фуксштадт (1881) Об'єднання громад 1. Бад-Брюккенау (торговельні громади Герода та Шондра, громади Оберляйхтерсбах та Ріденберг) 2. Ельферсгаузен (торговельна громада Ельферсгаузен та громада Фуксштадт) 3. Оєрдорф (торговельні громади Оєрдорф та Зульцталь, громади Аура-ан-дер-Заале та Рамсталь) 4. Масбах (торговельна громада Масбах, громади Раннунген та Тундорф-ін-Унтерфранкен) |

Дані про населення наведені станом на 31 грудня 2020.